# Annona sariffa
Annona sariffa este o specie de plante angiosperme din genul Annona, familia Annonaceae, descrisă de William Roxburgh și August Wilhelm Eduard Theodor Henschel. Conform Catalogue of Life specia Annona sariffa nu are subspecii cunoscute.